# Jill of the Jungle
Jill of the Jungle è una trilogia di videogiochi per MS-DOS, pubblicata nel 1992 dalla Epic Megagames.
Il gioco, che diede ad Epic una certa notorietà nell'ambito videoludico, è stato realizzato per competere con i prodotti shareware delle concorrenti id Software e Apogee Software.
Xargon, dell'anno seguente, riutilizza il motore grafico, dotandolo di alcune migliorie. Era stato progettato un seguito, Jill of the Jungle II, che venne in seguito ceduto ad un'altra software house che lo modificò e lo fece uscire come Vinyl Goddess from Mars.

## Caratteristiche
Il gioco è un classico videogioco a piattaforme, a scorrimento orizzontale: il giocatore comanda un'amazzone che può usare vari tipi di armi mentre avanza nel gioco uccidendo mostri e risolvendo semplici enigmi.
Esso è suddiviso in tre capitoli:
- Jill of the Jungle (versione shareware)
- Jill Goes Underground
- Jill Saves the Prince

Sebbene ciascun capitolo fosse stato messo in commercio separatamente, in seguito essi vennero raggruppati nell'edizione "Jill of the Jungle: The Complete Trilogy" del 1993.
Il personaggio controllato dal giocatore, l'omonima Jill, è in grado di correre, saltare e sparare con varie armi raccolte in ogni livello, come un pugnale o una lama a spirale. Ogni livello è popolato da mostri ed enigmi per sfidare il giocatore. Diversi livelli includono funzionalità speciali che consentono al giocatore di trasformare Jill in altre forme con tipi speciali di movimento come l'uccello fenice volante, la rana che salta e il pesce che nuota. Altri livelli coinvolgono interruttori, chiavi e altre sfide che il giocatore deve superare per completare il livello. Dopo aver terminato un livello, il giocatore torna al livello della mappa. Il livello della mappa stesso è organizzato in modo tale da richiedere al giocatore di completare determinati livelli prima di poter procedere all'area successiva.
Il primo episodio presenta 14 livelli (incluso un livello finale), due livelli bonus tutti collegati insieme da un livello della mappa e due livelli finali in cui il giocatore è passivo. Il secondo episodio non ha un livello mappa, ma presenta invece 19 livelli consecutivi e un livello finale. Il terzo e ultimo episodio ha uno stile diverso del livello della mappa, una vista dall'alto, che rappresenta una differenza significativa rispetto ai primi due episodi.